# Bern, Kansas
Bern là một thành phố thuộc quận Nemaha, tiểu bang Kansas, Hoa Kỳ. Năm 2010, dân số của xã này là 166 người.

## Dân số
Dân số các năm:
- Năm 2000: 204 người
- Năm 2010: 166 người